# Bizim Hikaye
Bizim Hikaye est une série télévisée turque en 70 épisodes de 120 minutes adaptée de la série britannique Shameless diffusée entre le 14 septembre 2017 et le 23 mai 2019 sur la chaîne Fox.
Cette série est inédite dans les pays francophones.

## Synopsis
Filiz est une jeune fille qui est obligée de s'occuper de ses cinq frères et sœurs plus jeunes depuis que sa mère les a quittés. Son père Fikri est un homme alcoolique qui cause de temps en temps différents problèmes à la famille. Malgré le fait qu'ils luttent pour survivre dans un quartier très pauvre d'Istanbul, les six frères et sœurs tentent de se garder mutuellement leur bonheur. Filiz pense qu'il n'y a pas de place pour l'amour dans sa vie avant de rencontrer Barış, un jeune homme qui fait tout pour Filiz et sa famille, juste pour gagner le cœur de Filiz.

## Distribution
- Hazal Kaya : Filiz Elibol Aktan
- Burak Deniz : Barış Aktan
- Reha Özcan : Fikri Elibol
- Yağız Can Konyalı : Rahmet Elibol
- Nejat Uygur : Hikmet Elibol
- Zeynep Selimoğlu : Kiraz Elibol
- Alp Akar : Fikret Elibol
- Ömer Sevgi : İsmet Elibol
- Ayşen Gruda : Yedi Bela Aysel
- Esra Bezen Bilgin : Şükran (épisodes 1 à 20)
- Nesrin Cavadzade : Tülay (épisodes 1 à 54)
- Mehmet Korhan Fırat : Tufan
- Sahra Şaş : Çiçek
- Mehmetcan Mincinozlu : Cemil
- Evrim Doğan : Şeyma
- İsmail Karagöz : Haşim
- Serra Pirinç : Müjde
- Beren Gökyıldız : Ayşe
- Selahattin Taşdöğen : Zihni Elibol
- Cankat Aydos : Ersin Elibol
- Murat Bölücek : Cücü (Cüneyt)
- Benian Dönmez : Necibe
- Pınar Çağlar Gençtürk : Ferda
- Pınar Töre : Esra
- Berkay Akın : Asım
- Murat Danacı : Selim
- Sema Atalay : Ayla Aktan
- Metin Büktel : Servet Aktan
- Nur Berfin Çiroğlu : Merve
- Cemal Toktaş : Ömer
- Nilay Duru : Yeliz
- Irmak Güneş : Zeynep
- Suna Selen : Zeliha Hala
- Elvan Boran : Hatun
- Feray Darıcı : Melek
- Can Kolukısa : Recai
- Fatma Nilgün Özgüven : Fatma
- Aysegül İşsever : Piraye
- Şebnem Köstem : Meral
- Müge Su Şahin : Muazzez
- Miray Akay : Zeynep
- Hazal Adıyaman : Derin
- Buse Meral : Pelin
- Su Burcu Yazgı Coşkun : Ceylan
- Kemal Yavuz : Savaş
- Murat Kocacık : Murtaza
- Mert Hepcan : Necati
- Özer Arslan : Cenk
- Şive Şenözen : Neslihan
- Başak Güröz : Hülya
- Olcay Yusufoğlu : Nihal